# Thomas Lüthi
Thomas Lüthi (Oberdiessbach, 6 settembre 1986) è un pilota motociclistico svizzero, ritiratosi dall'attività agonistica.
Campione iridato della classe 125 del motomondiale nel 2005.

## Carriera
Giovanissimo cominciò la sua carriera motociclistica con le minimoto, divenendo campione nazionale nel 1997 ed europeo nel 1999. Passato alle motociclette della classe 125, dopo buoni risultati ottenuti da dilettante, nel 2002 il team Elit Grand Prix gli diede la possibilità di correre con la Honda dal GP di Germania in poi, in sostituzione di Jakub Smrž, ottenendo come miglior risultato un nono posto in Portogallo sul bagnato e terminando la stagione 27º con 7 punti.
Nel 2003 corse invece l'intera stagione della 125 ed ottenne il suo primo podio grazie ad un secondo posto al GP di Catalogna (vinto di misura in volata dallo spagnolo Daniel Pedrosa, futuro campione del mondo). Nella restante parte dell'annata Lüthi ottenne un quarto posto in Malaysia e concluse la stagione in 15ª piazza con 68 punti iridati.
Nella stagione 2004 un infortunio capitatogli durante il GP d'Italia lo condiziona negativamente per tutto l'anno, impedendogli non soltanto di correre i successivi tre Gran Premi ma anche di acquistare una forma fisica decente. La deludente stagione si concluse con un misero 25º posto frutto di soli 14 punti, ottenuti tra l'altro tutti nelle ultime tappe del calendario. Il suo miglior piazzamento è stato un undicesimo posto in Malesia; il suo compagno di squadra è stato Dario Giuseppetti.
La stagione 2005 sarà per lui quella della consacrazione: dopo un ritiro, un terzo ed un quarto posto nelle prime tre corse, vinse il quarto appuntamento della stagione, in Francia, ed incominciò la sua rimonta al vertice, che si sarebbe conclusa dopo un'altra decisiva affermazione in Repubblica Ceca. Inizia così un duello con il finlandese Mika Kallio. Emblematico il duello serratissimo con il finlandese in Malesia, dove Lüthi riuscì a precederlo di soli due millesimi di secondo. Seguirono altre gare dove lo svizzero seppe fare meglio del rivale, approfittando di un mancato rispetto di un ordine di scuderia in Qatar da parte di Gábor Talmácsi, compagno di Kallio, e di una scivolata dello stesso Kallio all'ultimo giro del GP di Turchia, dove il pilota elvetico rimase in piedi con freddezza e raccolse punti importanti per presentarsi in vantaggio all'ultima corsa a Valencia. In Spagna, Lüthi aveva bisogno di un risultato modesto (un 13º posto) per fregiarsi del titolo, risultato che sarebbe bastato anche se Kallio fosse riuscito a vincere. Lüthi, messo sotto pressione per la posta in palio, decide di fare il ragioniere ottenendo il nono posto, risultato sufficiente a garantirgli il titolo. Con questo successo iridato, Lüthi riporta il titolo mondiale in Svizzera, 20 anni dopo Stefan Dörflinger che era riuscito a vincere nel 1985 il titolo della classe 80. Gli altri podi sono stati i seguenti: primo in Australia, secondo in Italia, Germania e Giappone. Ha ottenuto anche cinque pole position (Francia, Repubblica Ceca, Malesia, Australia e Turchia. I punti totali sono stati 242. Nel 2006 Lüthi non riesce a confermarsi sui livelli della precedente stagione, ottenendo solo una vittoria in Francia e terminando la stagione 8º con 113 punti. In questa stagione il suo compagno di squadra è stato Sandro Cortese. 
Nel 2007 passa alla classe 250, rimanendo nello stesso team ma passando alla guida di una Aprilia RSV 250. Ottiene quattro quarti posti (Qatar, Catalogna, San Marino e Portogallo) e termina la stagione in 8ª posizione con 133 punti. Nel 2008 ottiene un secondo posto in Olanda e un terzo posto in Italia e termina la stagione 11º con 108 punti. In questa stagione è stato costretto a saltare i GP di Giappone e Australia a causa di una lesione rimediata nelle prove del GP d'Indianapolis. Nel 2009 ottiene come miglior risultato tre quarti posti (Italia, Malesia e Comunità Valenciana) e termina la stagione 7º con 120 punti.
Nel 2010 corre nella nuova classe Moto2 con una Moriwaki MD600 nel team Interwetten Moriwaki Moto2, ottenendo tre secondi posti (Gran Bretagna, Paesi Bassi e Catalogna) e due terzi posti (Spagna e San Marino) e terminando la stagione al 4º posto con 156 punti. Nel 2011 rimane nello stesso team, questa volta alla guida di una Suter MMXI. Ottiene una vittoria in Malesia, un secondo posto in Spagna, un terzo posto in Qatar e una pole position in Malesia e termina la stagione al 5º posto con 151 punti. Nel 2012 ottiene una vittoria in Francia, due secondi posti (Catalogna e Repubblica Ceca), due terzi posti (Spagna e Portogallo) e una pole position in Qatar e conclude la stagione al 4º posto con 191 punti. Nel 2013 ottiene un secondo posto in Australia e cinque terzi posti (Catalogna, Repubblica Ceca, Gran Bretagna, Malesia e Giappone) e termina la stagione al 6º posto con 155 punti. In questa stagione è costretto a saltare i Gran Premi di Qatar e Americhe per lesioni a braccio e gamba destri rimediate in un test sul circuito di Valencia.
Nel 2014 il pilota svizzero torna alla vittoria in occasione del GP del Giappone, non vinceva una gara da quasi due anni e mezzo, sono passate infatti ben 42 gare dalla sua ultima affermazione, ottenuta al Gran Premio di Francia del 2012. Si ripete in seguito vincendo anche il GP della Comunità Valenciana, realizzando anche un secondo posto in Australia e un terzo posto in Qatar, terminando la stagione al 4º posto con 194 punti, primo pilota in classifica dotato di motocicletta Suter MMX2. Nel 2015 rimane nello stesso team, questa volta alla guida di una Kalex. Ottiene una vittoria in Francia, un secondo posto in Malesia, un terzo posto in Qatar e a valencia, una pole position in Malesia. Chiude la stagione al quinto posto con 179 punti.
Nel 2016 rimane nello stesso team, grazie al quale ottiene quattro vittorie (Qatar, Gran Bretagna, Giappone e Australia), un secondo posto in Comunità Valenciana e un terzo posto in Francia e tre pole position (Francia, Olanda e Australia) e termina la stagione al 2º posto con 234 punti. In questa stagione è costretto a saltare il Gran Premio della Repubblica Ceca a causa di un trauma cranico rimediato nelle qualifiche del GP. Nel 2017 rimane nello stesso team. Ottiene due vittorie (Repubblica Ceca e San Marino), cinque secondi posti (Qatar, Americhe, Italia, Catalogna e Olanda), tre terzi posti (Argentina, Francia e Austria) e una pole position in Francia. In questa stagione è costretto a saltare i Gran Premi di Malesia e Comunità Valenciana a causa di un infortunio alla schiena rimediato nelle qualifiche del GP della Malesia. Chiude la stagione al secondo posto in classifica piloti con 243 punti ottenuti.
Nel 2018 passa in MotoGP, alla guida della Honda RC213V del team Marc VDS Racing; il compagno di squadra è Franco Morbidelli. La stagione si rivela però molto deludente per il pilota elvetico, che non ottiene punti.
Nel 2019 corre in Moto2, con la Kalex del team Dynavolt Intact GP; il compagno di squadra è Marcel Schrötter. Ottiene una vittoria nel Gran Premio delle Americhe, quattro secondi posti (Qatar, Catalogna, Giappone e Comunità Valenciana) e due terzi posti (Italia e Australia) e un secondo posto in Malesia e chiude la stagione al 3º posto con 250 punti. Nel 2020 corre con lo stesso team e compagno di squadra della stagione precedente. Ottiene come miglior risultato un quinto posto in Francia e termina la stagione all'11º posto con 72 punti. Nel 2021 passa alla guida della Kalex del team Pertamina Mandaliak SAG; il compagno di squadra è Bo Bendsneyder. Ottiene come miglior risultato un nono posto in Austria e termina la stagione al ventiduesimo posto con 27 punti. Questa sarà la sua ultima stagione da pilota.

## Risultati nel motomondiale
| 2002 | Classe | Moto  |  |  |  |  |  |  |  |  |    |    |   |    |  |    |     |    |  |  |  | Punti | Pos. |
| ---- | ------ | ----- |  |  |  |  |  |  |  |  | -- | -- | - | -- |  | -- | --- | -- |  |  |  | ----- | ---- |
| 2002 | 125    | Honda |  |  |  |  |  |  |  |  | 26 | 19 | 9 | 23 |  | 21 | Rit | 24 |  |  |  | 7     | 27º  |

| 2003 | Classe | Moto  |   |    |    |   |    |   |   |    |     |     |     |    |    |   |    |    |  |  |  | Punti | Pos. |
| ---- | ------ | ----- | - | -- | -- | - | -- | - | - | -- | --- | --- | --- | -- | -- | - | -- | -- |  |  |  | ----- | ---- |
| 2003 | 125    | Honda | 9 | 17 | 12 | 9 | 15 | 2 | 7 | 22 | Rit | Rit | Rit | 15 | 10 | 4 | 16 | NP |  |  |  | 68    | 15º  |

| 2004 | Classe | Moto  |     |     |     |     |     |     |     |    |    |    |    |    |    |    |    |    |  |  |  | Punti | Pos. |
| ---- | ------ | ----- | --- | --- | --- | --- | --- | --- | --- | -- | -- | -- | -- | -- | -- | -- | -- | -- |  |  |  | ----- | ---- |
| 2004 | 125    | Honda | Rit | Rit | Rit | Rit | Inf | Inf | Inf | 18 | 18 | 18 | 16 | 12 | 13 | 11 | 19 | 14 |  |  |  | 14    | 24º  |

| 2005 | Classe | Moto  |     |   |   |   |   |   |    |    |   |   |   |   |   |   |   |   |   |  |  | Punti | Pos. |
| ---- | ------ | ----- | --- | - | - | - | - | - | -- | -- | - | - | - | - | - | - | - | - | - |  |  | ----- | ---- |
| 2005 | 125    | Honda | Rit | 3 | 4 | 1 | 2 | 7 | 10 | NE | 6 | 2 | 1 | 2 | 1 | 6 | 1 | 5 | 9 |  |  | 242   | 1º   |

| 2006 | Classe | Moto  |     |   |    |     |   |   |   |   |   |   |    |   |    |   |     |     |    |  |  | Punti | Pos. |
| ---- | ------ | ----- | --- | - | -- | --- | - | - | - | - | - | - | -- | - | -- | - | --- | --- | -- |  |  | ----- | ---- |
| 2006 | 125    | Honda | Rit | 8 | 12 | Rit | 1 | 9 | 6 | 8 | 8 | 6 | NE | 5 | 13 | 4 | Rit | Rit | 10 |  |  | 113   | 8º   |

| 2007 | Classe | Moto    |   |     |   |   |     |   |   |     |     |   |    |   |   |   |    |   |   |   |  | Punti | Pos. |
| ---- | ------ | ------- | - | --- | - | - | --- | - | - | --- | --- | - | -- | - | - | - | -- | - | - | - |  | ----- | ---- |
| 2007 | 250    | Aprilia | 4 | Rit | 5 | 8 | Rit | 5 | 4 | Rit | Rit | 9 | NE | 7 | 4 | 4 | 10 | 5 | 5 | 9 |  | 133   | 8º   |

| 2008 | Classe | Moto    |    |     |   |     |    |   |   |   |   |   |    |     |   |    |     |     |   |    |  | Punti | Pos. |
| ---- | ------ | ------- | -- | --- | - | --- | -- | - | - | - | - | - | -- | --- | - | -- | --- | --- | - | -- |  | ----- | ---- |
| 2008 | 250    | Aprilia | 15 | Rit | 4 | Rit | 11 | 3 | 5 | 5 | 2 | 7 | NE | Rit | 7 | AN | Inf | Inf | 9 | 10 |  | 108   | 11º  |

| 2009 | Classe | Moto    |   |   |   |     |   |   |     |    |   |   |     |   |    |   |    |   |   |  |  | Punti | Pos. |
| ---- | ------ | ------- | - | - | - | --- | - | - | --- | -- | - | - | --- | - | -- | - | -- | - | - |  |  | ----- | ---- |
| 2009 | 250    | Aprilia | 6 | 8 | 5 | Rit | 4 | 6 | Rit | NE | 8 | 9 | Rit | 9 | 10 | 7 | 11 | 4 | 4 |  |  | 120   | 7º   |

| 2010 | Classe | Moto     |   |   |    |   |   |   |   |     |    |    |   |   |    |   |     |    |    |   |  | Punti | Pos. |
| ---- | ------ | -------- | - | - | -- | - | - | - | - | --- | -- | -- | - | - | -- | - | --- | -- | -- | - |  | ----- | ---- |
| 2010 | Moto2  | Moriwaki | 7 | 3 | 19 | 4 | 2 | 3 | 2 | Rit | NE | 11 | 7 | 3 | 10 | 8 | Rit | 11 | 16 | 4 |  | 156   | 4º   |

| 2011 | Classe | Moto  |   |   |     |   |     |    |   |   |   |    |   |    |   |   |   |    |   |    |  | Punti | Pos. |
| ---- | ------ | ----- | - | - | --- | - | --- | -- | - | - | - | -- | - | -- | - | - | - | -- | - | -- |  | ----- | ---- |
| 2011 | Moto2  | Suter | 3 | 2 | Rit | 5 | Rit | 15 | 8 | 6 | 5 | NE | 5 | 17 | 8 | 7 | 3 | 11 | 1 | 17 |  | 151   | 5º   |

| 2012 | Classe | Moto  |   |   |   |   |   |   |     |   |   |    |   |   |   |    |   |     |     |   |  | Punti | Pos. |
| ---- | ------ | ----- | - | - | - | - | - | - | --- | - | - | -- | - | - | - | -- | - | --- | --- | - |  | ----- | ---- |
| 2012 | Moto2  | Suter | 5 | 3 | 3 | 1 | 2 | 8 | Rit | 5 | 3 | NE | 5 | 2 | 9 | 10 | 5 | Rit | Rit | 4 |  | 191   | 4º   |

| 2013 | Classe | Moto  |     |    |    |     |   |   |   |   |    |    |   |   |   |     |   |   |   |   |  | Punti | Pos. |
| ---- | ------ | ----- | --- | -- | -- | --- | - | - | - | - | -- | -- | - | - | - | --- | - | - | - | - |  | ----- | ---- |
| 2013 | Moto2  | Suter | Inf | NP | 11 | Rit | 9 | 3 | 8 | 6 | NE | 13 | 3 | 3 | 4 | Rit | 3 | 2 | 3 | 7 |  | 155   | 6º   |

| 2014 | Classe | Moto  |   |   |    |    |   |     |   |   |   |     |   |   |   |   |   |   |   |   |  | Punti | Pos. |
| ---- | ------ | ----- | - | - | -- | -- | - | --- | - | - | - | --- | - | - | - | - | - | - | - | - |  | ----- | ---- |
| 2014 | Moto2  | Suter | 3 | 6 | 19 | 10 | 8 | Rit | 5 | 6 | 9 | Rit | 4 | 5 | 5 | 4 | 1 | 2 | 8 | 1 |  | 194   | 4º   |

| 2015 | Classe | Moto  |   |    |   |   |   |     |   |   |   |   |   |   |    |   |     |    |   |   |  | Punti | Pos. |
| ---- | ------ | ----- | - | -- | - | - | - | --- | - | - | - | - | - | - | -- | - | --- | -- | - | - |  | ----- | ---- |
| 2015 | Moto2  | Kalex | 3 | 12 | 6 | 4 | 1 | Rit | 6 | 5 | 6 | 6 | 7 | 9 | 10 | 5 | Rit | 15 | 2 | 3 |  | 179   | 5º   |

| 2016 | Classe | Moto  |   |   |   |   |   |   |   |     |     |   |    |   |   |   |   |   |   |   |  | Punti | Pos. |
| ---- | ------ | ----- | - | - | - | - | - | - | - | --- | --- | - | -- | - | - | - | - | - | - | - |  | ----- | ---- |
| 2016 | Moto2  | Kalex | 1 | 7 | 7 | 6 | 3 | 4 | 5 | Rit | Rit | 4 | NP | 1 | 6 | 4 | 1 | 1 | 6 | 2 |  | 234   | 2º   |

| 2017 | Classe | Moto  |   |   |   |   |   |   |   |   |     |   |   |   |   |   |    |    |    |     |  | Punti | Pos. |
| ---- | ------ | ----- | - | - | - | - | - | - | - | - | --- | - | - | - | - | - | -- | -- | -- | --- |  | ----- | ---- |
| 2017 | Moto2  | Kalex | 2 | 3 | 2 | 8 | 3 | 2 | 2 | 2 | Rit | 1 | 3 | 4 | 1 | 4 | 11 | 10 | NP | Inf |  | 243   | 2º   |

| 2018 | Classe | Moto  |    |    |    |     |    |     |     |    |    |    |    |    |    |    |    |    |    |    |     | Punti | Pos. |
| ---- | ------ | ----- | -- | -- | -- | --- | -- | --- | --- | -- | -- | -- | -- | -- | -- | -- | -- | -- | -- | -- | --- | ----- | ---- |
| 2018 | MotoGP | Honda | 16 | 17 | 18 | Rit | 16 | Rit | Rit | 20 | 17 | 16 | 22 | AN | 22 | 17 | 20 | 20 | 16 | 16 | Rit | 0     |      |

| 2019 | Classe | Moto  |   |     |   |   |   |   |   |   |   |     |   |   |   |   |   |   |   |   |   | Punti | Pos. |
| ---- | ------ | ----- | - | --- | - | - | - | - | - | - | - | --- | - | - | - | - | - | - | - | - | - | ----- | ---- |
| 2019 | Moto2  | Kalex | 2 | Rit | 1 | 4 | 6 | 3 | 2 | 4 | 5 | Rit | 6 | 8 | 4 | 6 | 7 | 2 | 3 | 3 | 2 | 250   | 3º   |

| 2020 | Classe | Moto  |    |     |   |    |   |   |   |   |    |   |    |     |    |    |    |  |  |  |  | Punti | Pos. |
| ---- | ------ | ----- | -- | --- | - | -- | - | - | - | - | -- | - | -- | --- | -- | -- | -- |  |  |  |  | ----- | ---- |
| 2020 | Moto2  | Kalex | 10 | Rit | 7 | 17 | 7 | 5 | 6 | 9 | 11 | 5 | 12 | Rit | 19 | 16 | 16 |  |  |  |  | 72    | 11º  |

| 2021 | Classe | Moto  |    |     |    |    |     |    |    |    |    |    |   |    |     |    |     |    |    |    |  | Punti | Pos. |
| ---- | ------ | ----- | -- | --- | -- | -- | --- | -- | -- | -- | -- | -- | - | -- | --- | -- | --- | -- | -- | -- |  | ----- | ---- |
| 2021 | Moto2  | Kalex | 15 | Rit | 17 | 19 | Rit | NP | 15 | 19 | 14 | 16 | 9 | 11 | Rit | 11 | Rit | 14 | 19 | 12 |  | 27    | 22º  |

| Legenda | 1º posto        | 2º posto            | 3º posto            | A punti      | Senza punti        | Grassetto – Pole position Corsivo – Giro più veloce |
| Legenda | Gara non valida | Non qual./Non part. | Ritirato/Non class. | Squalificato | '-' Dato non disp. | Grassetto – Pole position Corsivo – Giro più veloce |